# Automobile Monteverdi

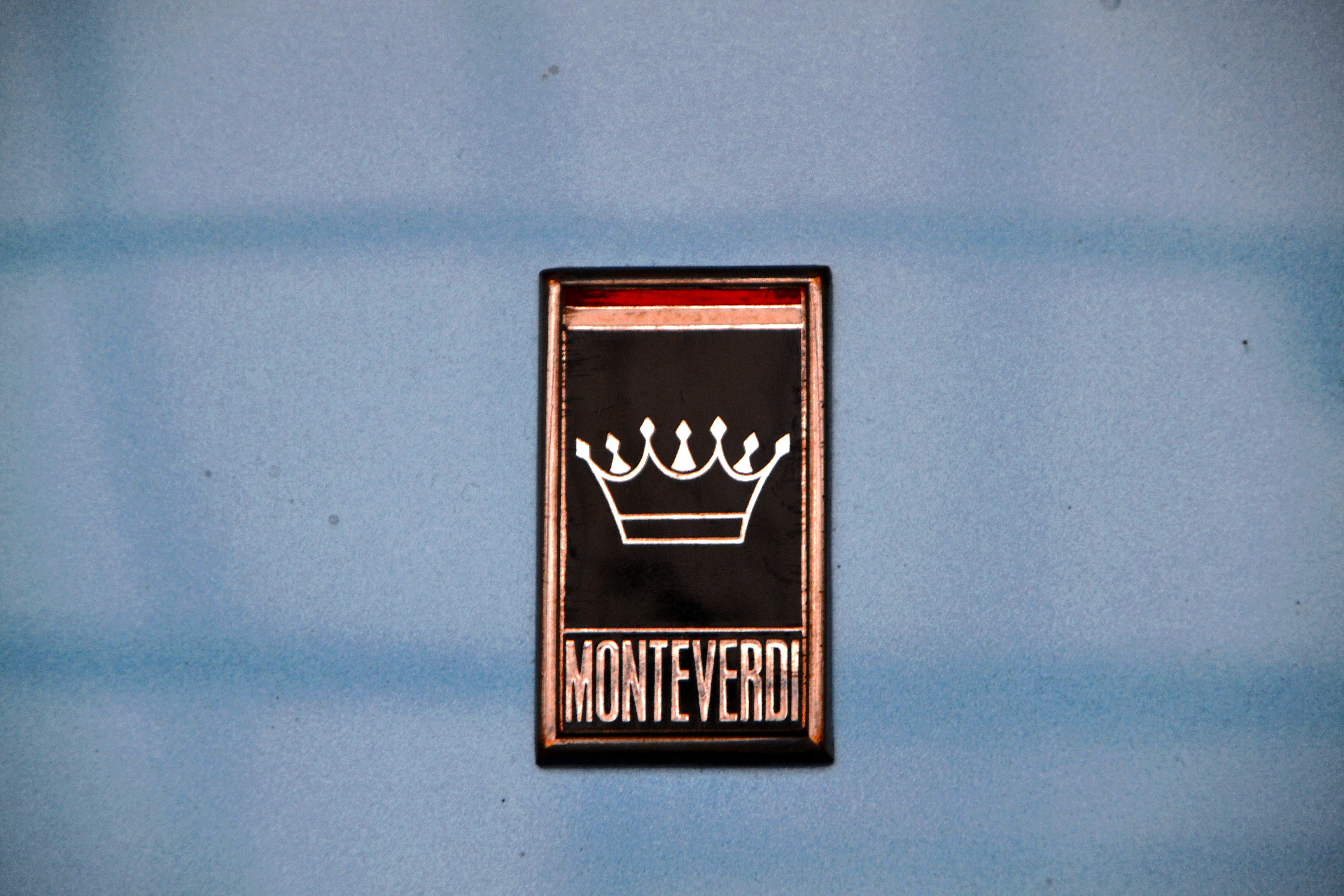
Logo van Monteverdi

Automobile Monteverdi was een Zwitserse fabrikant van luxe auto's, opgericht in 1967 door Peter Monteverdi. Het bedrijf was gevestigd in Binningen.

## Geschiedenis
In 1956 nam Peter Monteverdi de garage van zijn vader over na diens overlijden en veranderde de zaak in een dealership van prestigieuze automerken. In 1957 kreeg hij de concessie van Ferrari voor Zwitserland toegewezen en werd daarmee de jongste Ferrari-importeur ter wereld. In de daaropvolgende jaren kwamen daar ook nog BMW, Lancia, Bentley en Jensen bij.
In de late jaren vijftig maakte Peter Monteverdi ook naam ook als autocoureur. Vanaf 1960 gebruikte hij alleen nog raceauto's die hij zelf had ontworpen en gefabriceerd met zijn bedrijf MBM. Een ernstig ongeval in 1961 maakte echter een einde aan zijn carrière als racepiloot. MBM bouwde ook enkele exemplaren van de MBM Tourismo sportwagen. 
De relatie met Ferrari eindigde in 1963 toen Enzo Ferrari een voorafbetaling eiste voor een zending van 100 auto's, wat Monteverdi weigerde. Daarop besloot Monteverdi om zijn eigen sportwagens te gaan bouwen om te concurreren met Ferrari. In de eerste prospectussen werd nog steeds de naam MBM gebruikt, maar kort daarna koos hij voor de bedrijfsnaam "Monteverdi", naar verluidt op aanraden van de hoofdredacteur van het Zwitserse tijdschrift Automobil Revue.
In 1967 presenteerde hij op de IAA zijn eerste model, de tweezits High Speed 375 S coupé. De auto gebruikte een zwaar en eenvoudig stalen frame met daarop een elegante Italiaanse carrosserie ontworpen door Pietro Frua. De wagen werd aangedreven door een 7,2L Chrysler V8-motor die tot 375 pk leverde (volgens SAE-normen) en had een luxueus interieur. In 1968 werd de samenwerking met Frua verbroken omdat de Frua-fabriek niet over voldoende capaciteit beschikte om de wagen in grote aantallen te produceren.
Monteverdi koos daarna de minder bekende Carrozzeria Fissore voor verdere samenwerking. Fissore herontwierp de High Speed 375 coupé nadat Frua via een gerechtelijke procedure het verbod op het gebruik van zijn ontwerp had bekomen. De auto had voortaan meer hoekige lijnen maar behield zijn elegante proporties. De High Speed 375 L, een 2+2-zitter, werd het standaardmodel. Daarnaast was er een nieuwe tweezitter 375 S en een 375 C cabriolet, beide met kortere wielbasis. Al snel bood Monteverdi ook een grote sedan aan, de 375/4 waarvan er een dertigtal gebouwd zijn. Andere afgeleiden van de 375-reeks waren de Berlinetta (de opvolger van de weinig succesvolle 375 S) en de Palm Beach (een prototype cabrioletversie van de Berlinetta). Ten slotte was er ook nog de Hai 450, een supercar met middenmotor waarvan er slechts twee prototypes werden gebouwd.
Door de oliecrisis van 1973 stortte de vraag naar luxe berlines en GT's met dikke V8-motoren in elkaar. In 1976 beëindigde Monteverdi de productie van superluxe auto's en schakelde over op de massaproductie van goed uitgeruste luxe SUV's. Het eerste model was de Safari. Dit was geen volledig eigen ontwikkeling van Monteverdi maar een International Harvester Scout met een nieuwe carrosserie, ontworpen door Fissore. Naast de standaard Scout 5,7L V8-motor was de wagen ook leverbaar met een 7,2L Chrysler V8-motor. De auto had een Italiaanse uitstraling en verkocht goed, zowel in Europa als in het Midden-Oosten. Ter vergelijking: In 1971 verkocht Monteverdi zo'n 60 auto's per jaar, maar in 1979 was dat aantal gestegen tot 350 auto's per jaar (bijna alle SUV's). Monteverdi bracht ook nog een goedkopere SUV op de markt, de Sahara. Dit was een zogenaamde "boetiekauto", waarbij Monteverdi een mechanisch ongewijzigde Scout gebruikte en die enkel een nieuwe neus en een verbeterd interieur gaf. De Sahara werd geen succes omdat de beperkte wijzigingen het prijsverschil met een standaard Scout niet konden verantwoorden.
Ook voor zijn personenauto's gebruikte Monteverdi vanaf 1977 het "boetiekauto"-systeem. De Sierra was een Dodge Aspen sedan met een licht gewijzigde carrosserie. De Sierra kreeg er in 1978 een tweedeurs cabrioletversie bij, op basis van de Dodge Diplomat coupé, waarvan er slechts twee exemplaren werden gemaakt. Tot slot maakte Monteverdi in 1980 ook nog een Sierra stationwagen op basis van een Aspen, maar dat bleef bij een eenmalig exemplaar dat nooit verkocht werd.
In 1978 startte Monteverdi met het ontwerp en de bouw van een vierdeursversie van de Range Rover. Dit gebeurde met de actieve medewerking van Land Rover, waardoor klanten ook Monteverdi Range Rovers rechtstreeks bij Land Rover-dealers konden bestellen. Het ontwerpwerk werd uitgevoerd door Monteverdi en de productie vond plaats in de werkplaatsen van Fissore in Savigliano. Tweedeurs Range Rovers werden rechtstreeks door Land Rover verzonden naar Italië met een extra set deuren voor de ombouw. Na de introductie van Range Rover's eigen vierdeursmodel in 1981 werd de conversie door Monteverdi in 1982 gestaakt.
Toen de productie van de Dodge Aspen in 1980 eindigde, koos Monteverdi de Mercedes S-Klasse als basis voor zijn nieuwe personenwagen: de Tiara. De wagen kreeg een massief chromen radiatorrooster en vier ronde koplampen. Het is niet bekend of er een serieuze productie heeft plaatsgevonden, vooral omdat het ontwerp er wat gedateerd uitzag in vergelijking met het origineel van Mercedes-Benz.
De autoproductie in Bazel eindigde in 1984. De fabriek werd omgebouwd tot een museum, de Monteverdi Car Collection, dat in 1985 geopend werd. Het museum sloot definitief zijn deuren in 2016, waarna een deel van de collectie verhuisde naar het Transportmuseum in Luzern. Een aantal exemplaren uit de collectie werden te koop aangeboden.
In 1992 probeerde Monteverdi tevergeefs opnieuw een auto op de markt te brengen met de Hai 650 F1, een supercar die gebruik maakte van Formule 1-technologie uit het voormalige Monteverdi Onyx Team. Het bleef echter bij enkele prototypes.

## Monteverdi design
Naast de ontwikkeling en productie van eigen voertuigen deed Monteverdi ook designwerk voor andere merken. Deze projecten waren een belangrijk onderdeel van de zakelijke activiteiten van het bedrijf.
- 1972: Ontwerpstudie van een luxe sedan met een 5,4L motor op basis van de Opel Diplomat.
- 1974: Restyling van de International Harvester Scout.
- 1975: Ontwerpstudie van een motorjacht.
- 1978: Exclusief polshorloge naar aanleiding van het 50-jarig bestaan van de Monteverdi activiteiten.
- 1978: Vierdeursversie van de Range Rover.
- 1979: Subaru Integral[10] en Subaru Kombi[11], een restyling van de tweede generatie Subaru Leone.
- 1979: Toyota Super-Ace, een restyling van de tweede generatie Toyota HiAce.
- 1979: Ontwerp van een serie legervoertuigen voor het Zwitserse leger (Monteverdi 230 M, 250 Z en 260 F). De rechten op het project werden verkocht aan Saurer.
- 1980: Monteverdi 2.8 Turbo coupé, een wagen op basis van de Ford Granada. Het prototype werd gepresenteerd op het Autosalon van Genève in datzelfde jaar.[12]
- 1980: Restyling van de Ford Granada met verfijnde exterieur- en interieurdetails, die door Ford werd gebruikt als ontwerpstudie.
- 1982: Vrachtwagencabine voor Saurer.
- 1990: Ontwerpstudie van een tweezitter GT coupé op basis van Porsche-technologie.

## Formule 1

### MBM
De roots van Monteverdi liggen in de autosport. Tussen 1958 en 1961 ontwierp Peter Monteverdi onder de naam MBM enkele kleine auto's voor Formule Junior. De kroon op deze ontwikkeling was de MBM Formule 1. Deze wagen werd door Peter Monteverdi en MBM ook ingeschreven voor de Grand Prix van Duitsland in 1961. Tijdens een race op de Hockenheimring kreeg Monteverdi een ernstig ongeluk, waarna hij zich terugtrok uit de autosport.

### Onyx
Peter Monteverdi kende in 1990 een korte comeback in de Formule 1, toen hij eigenaar werd van het Monteverdi Onyx Team. Door financiële problemen en aanhoudende technische mankementen aan de auto's werd het team in 1991 opgedoekt. Monteverdi ontwierp zelf nog een Formule 1-model voor het seizoen 1991. Deze wagens werden gebouwd maar niet meer gebruikt en bevinden zich in de Monteverdi Car Collection.

## Galerij

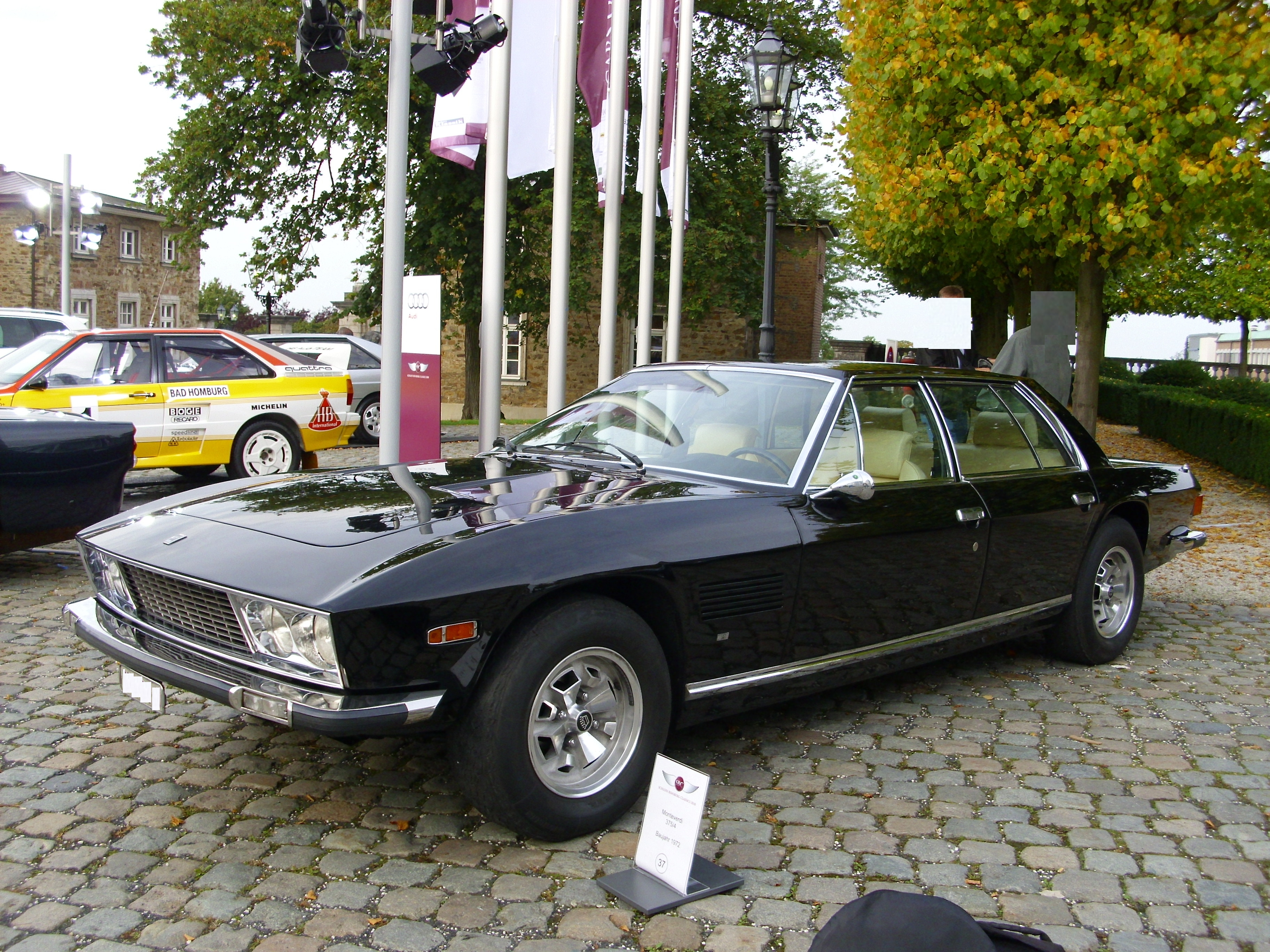
High Speed 375/4 Limousine
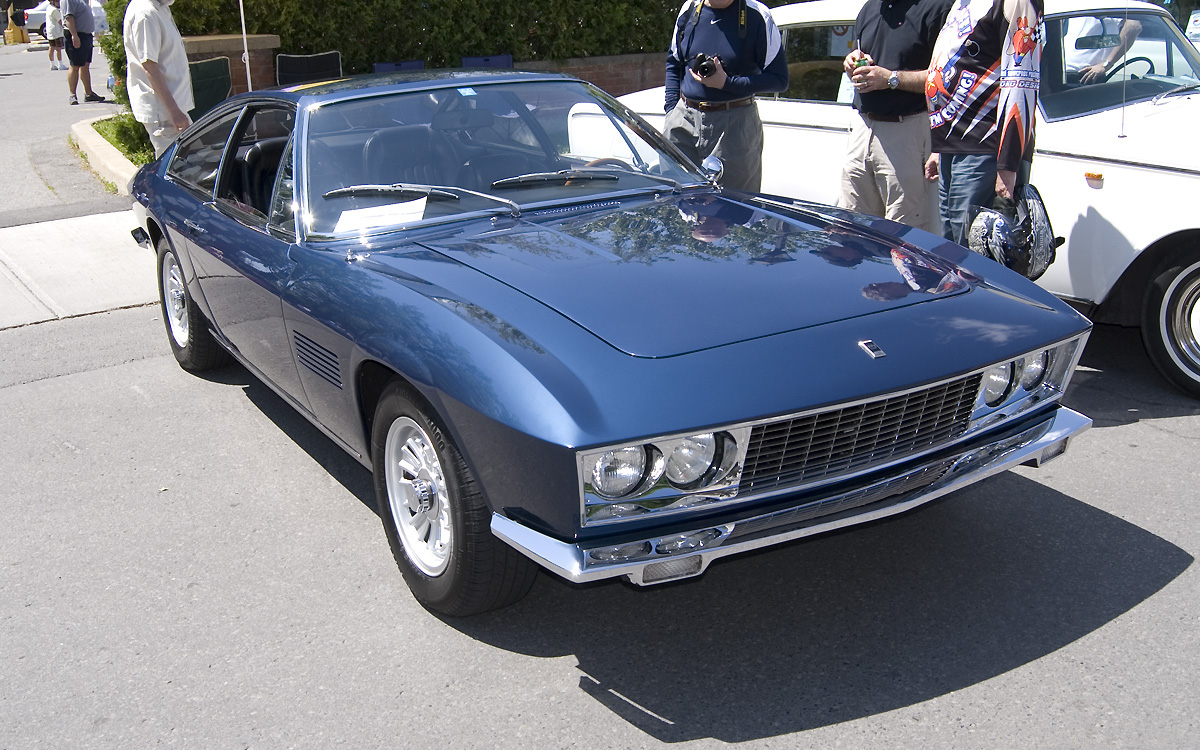
High Speed 375 L
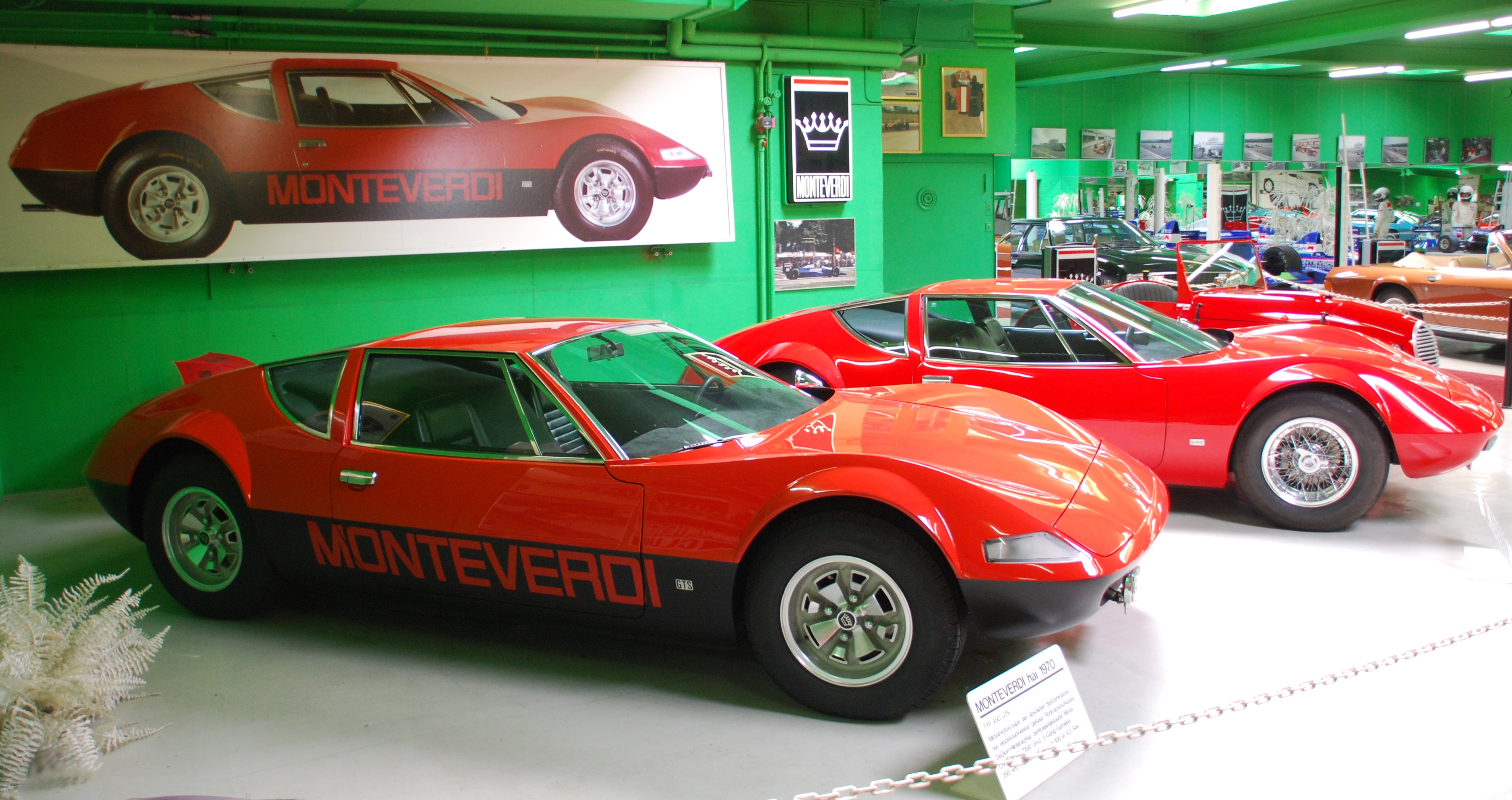
Hai 450
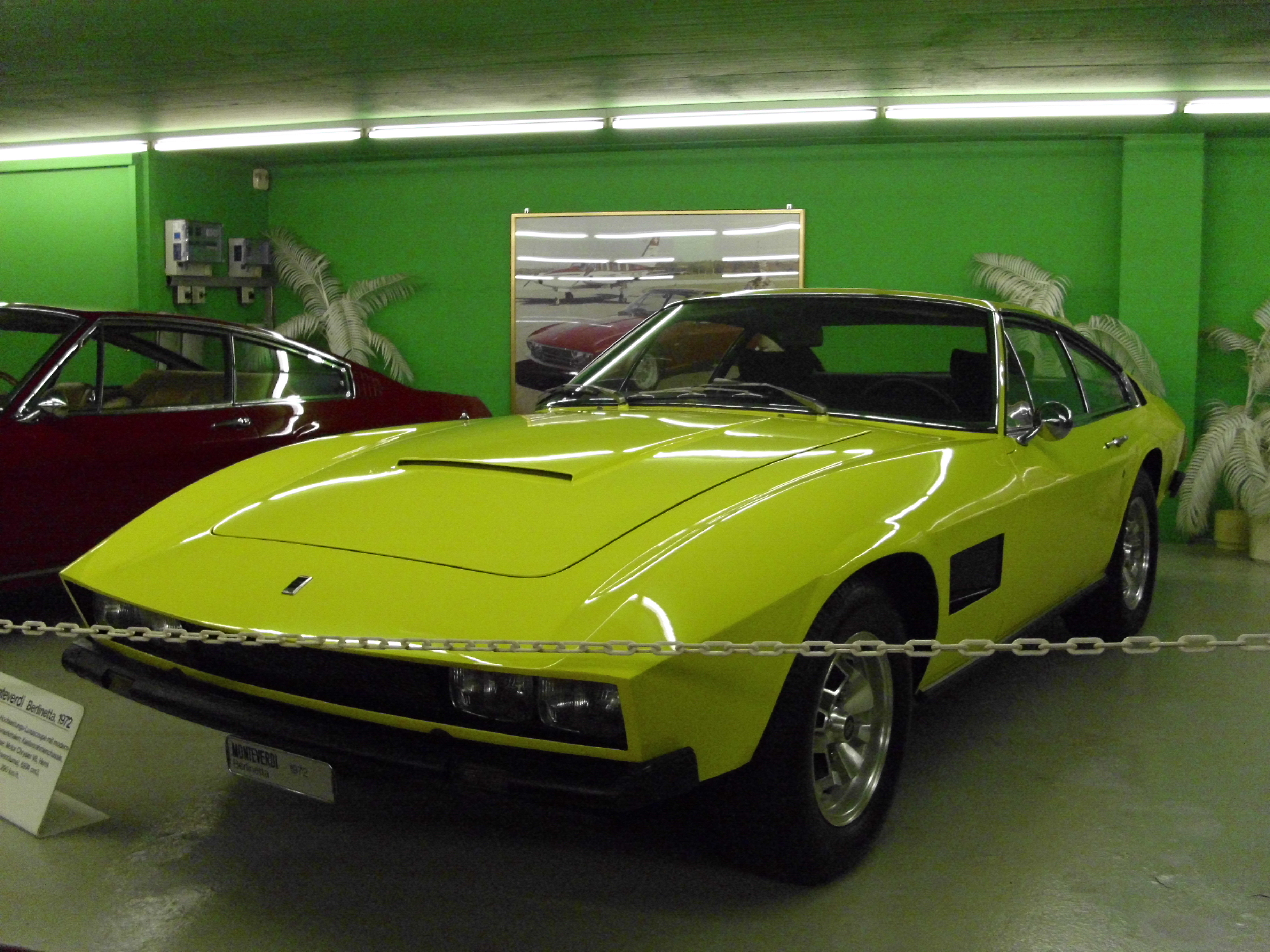
Berlinetta
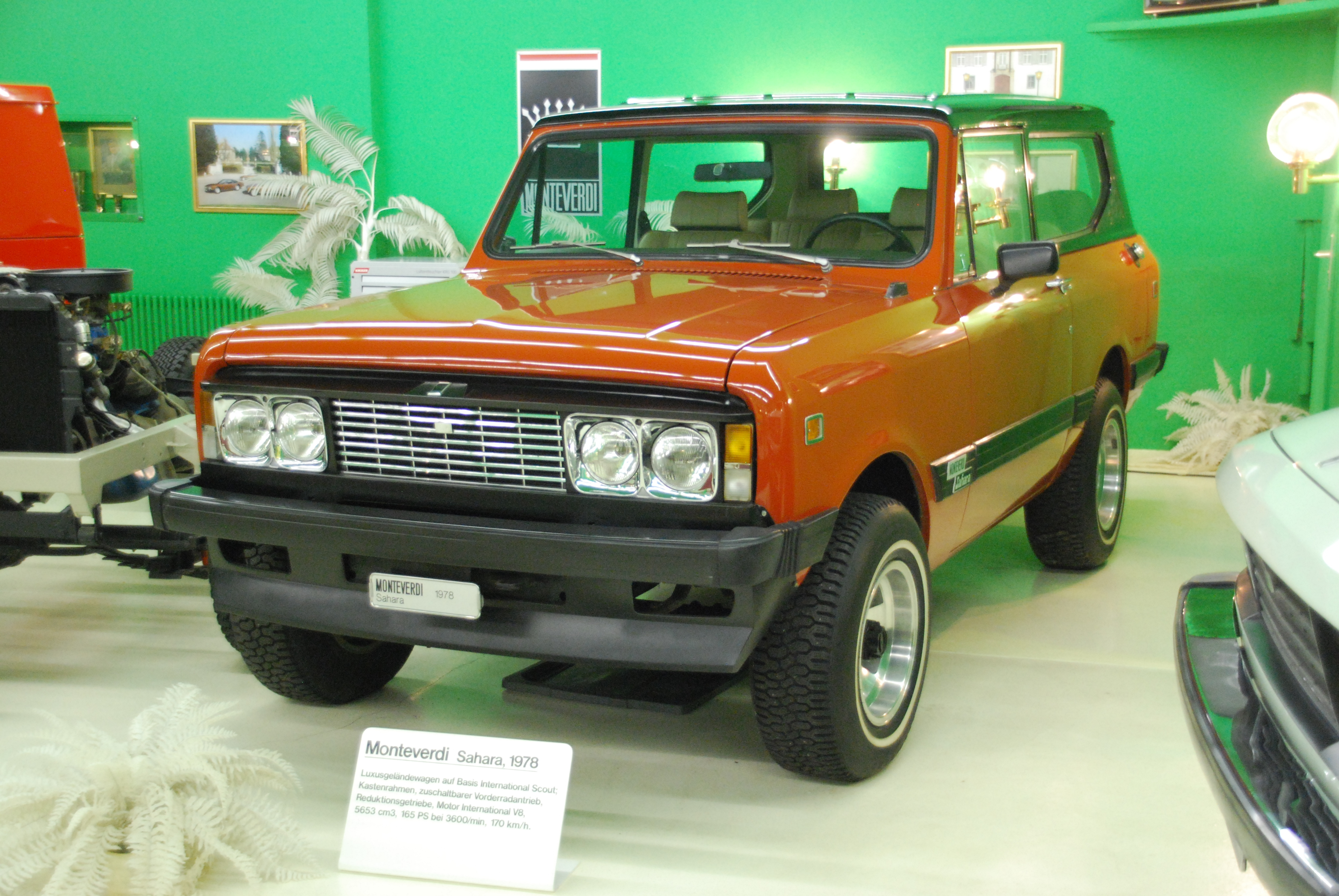
Sahara
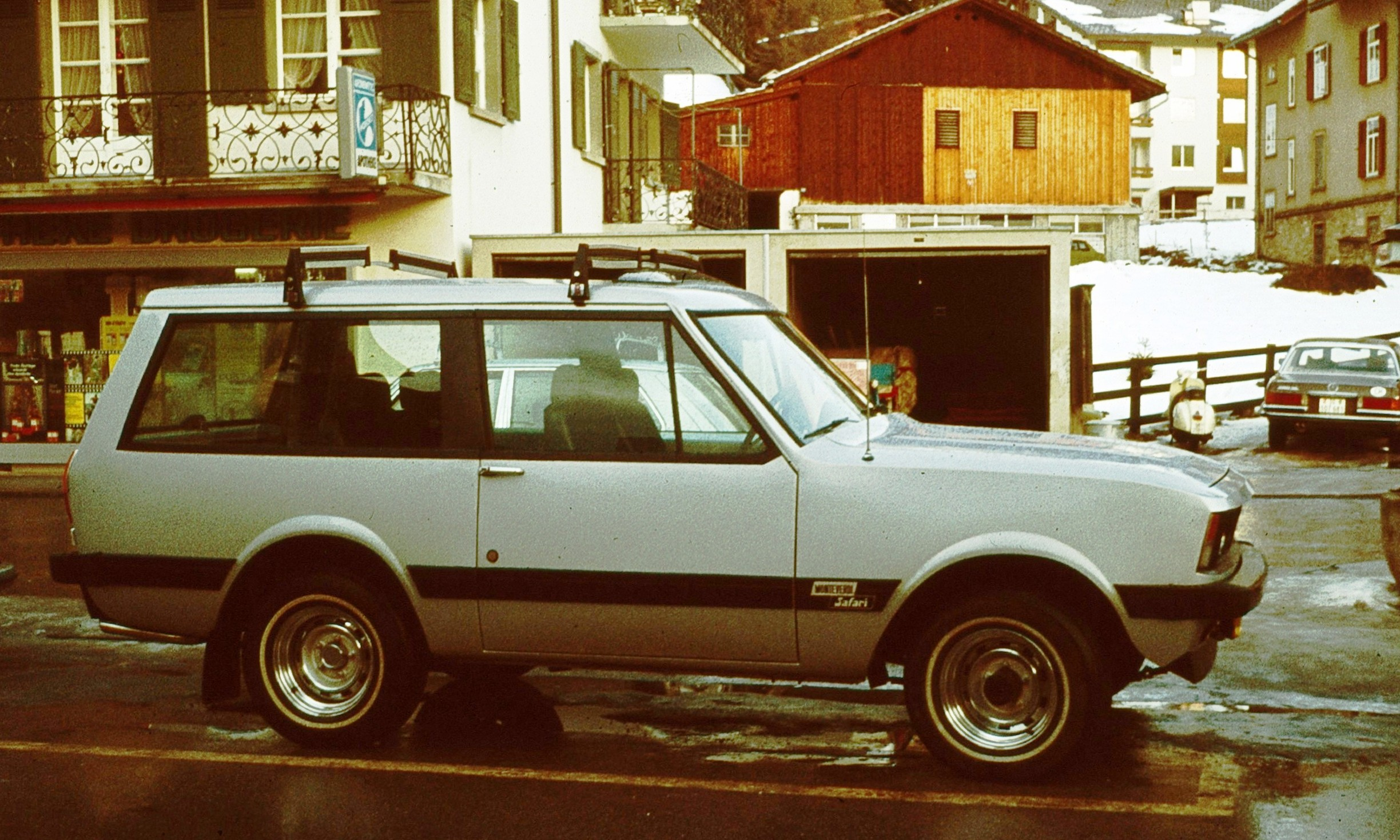
Safari
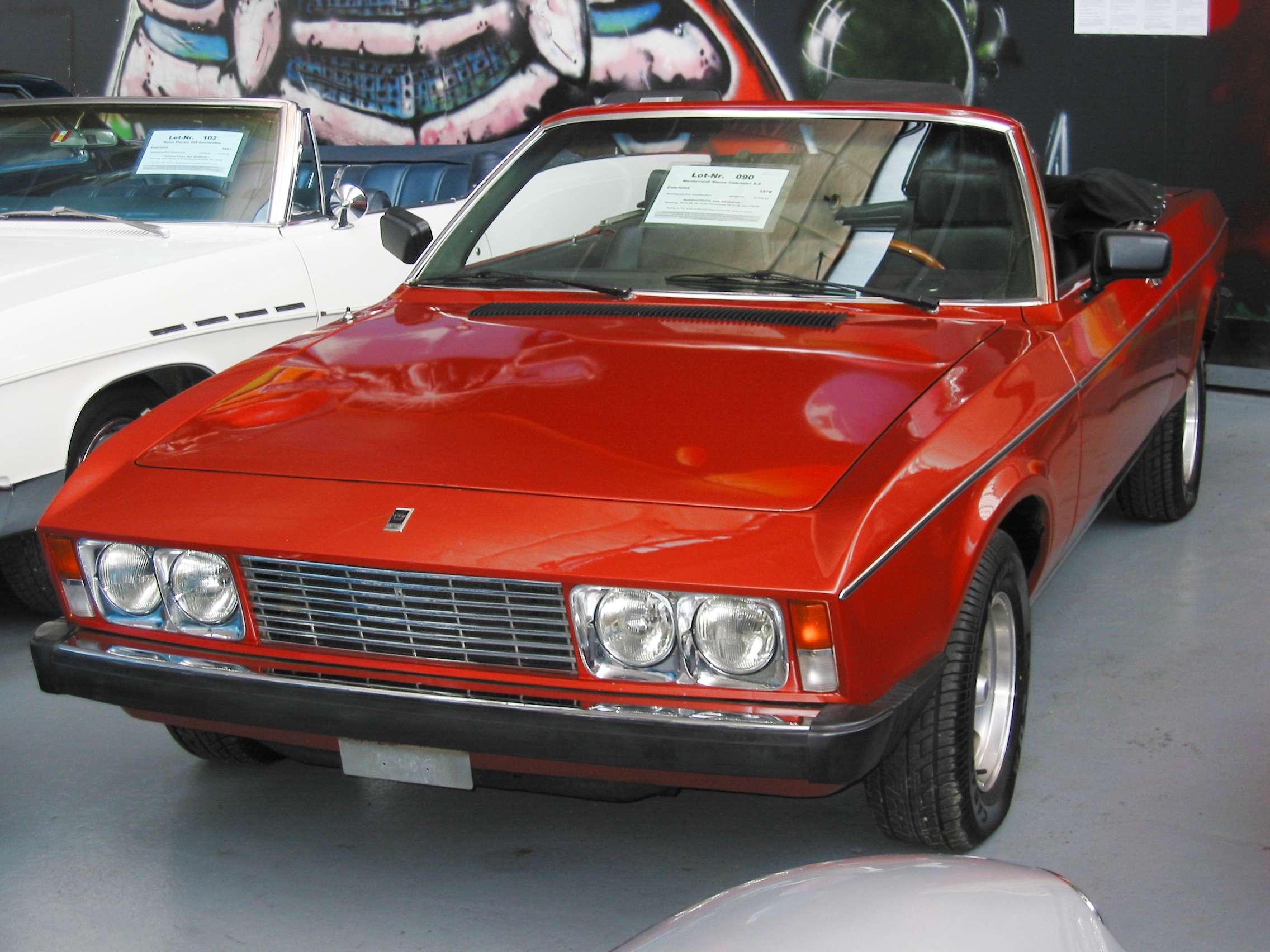
Sierra
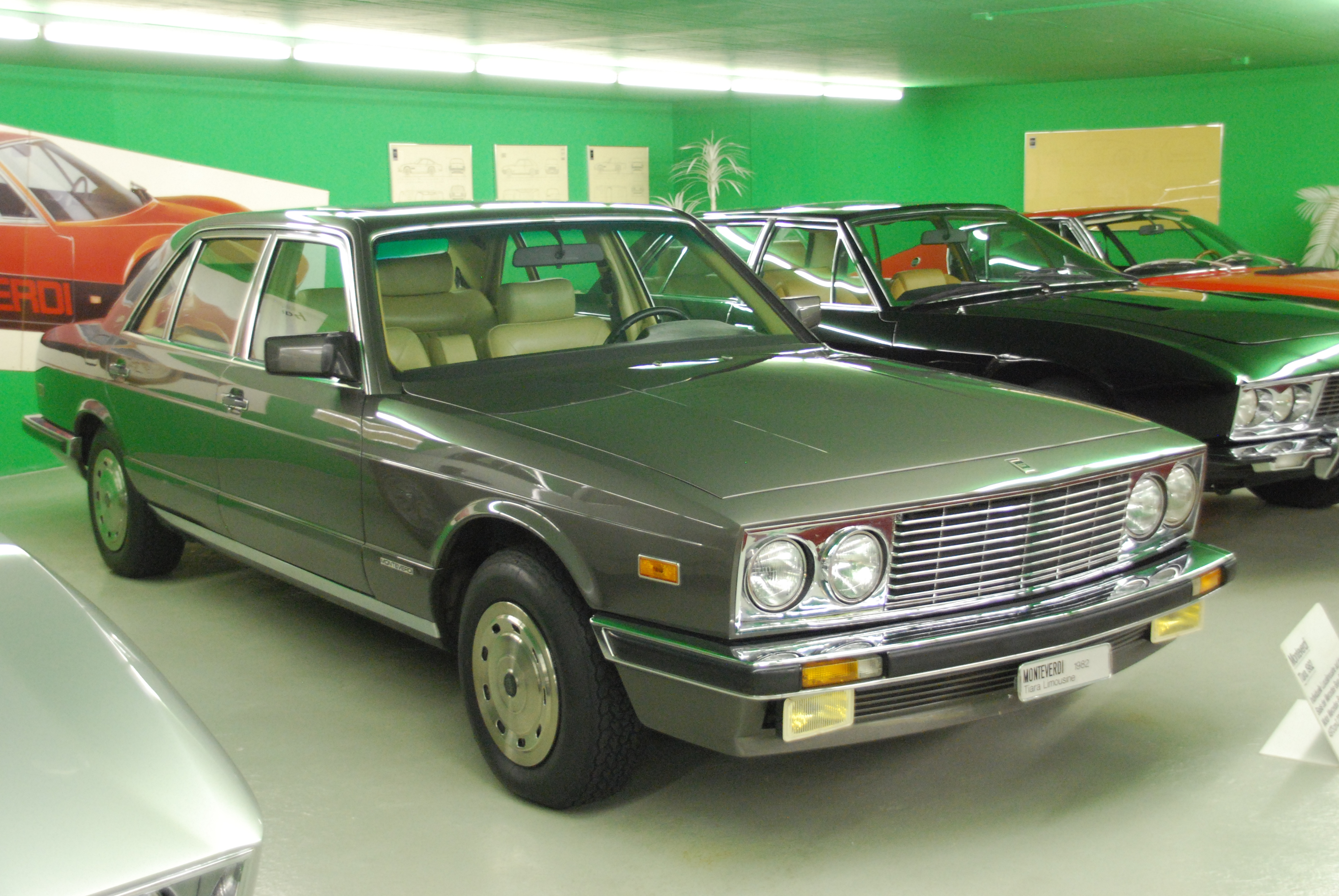
Tiara
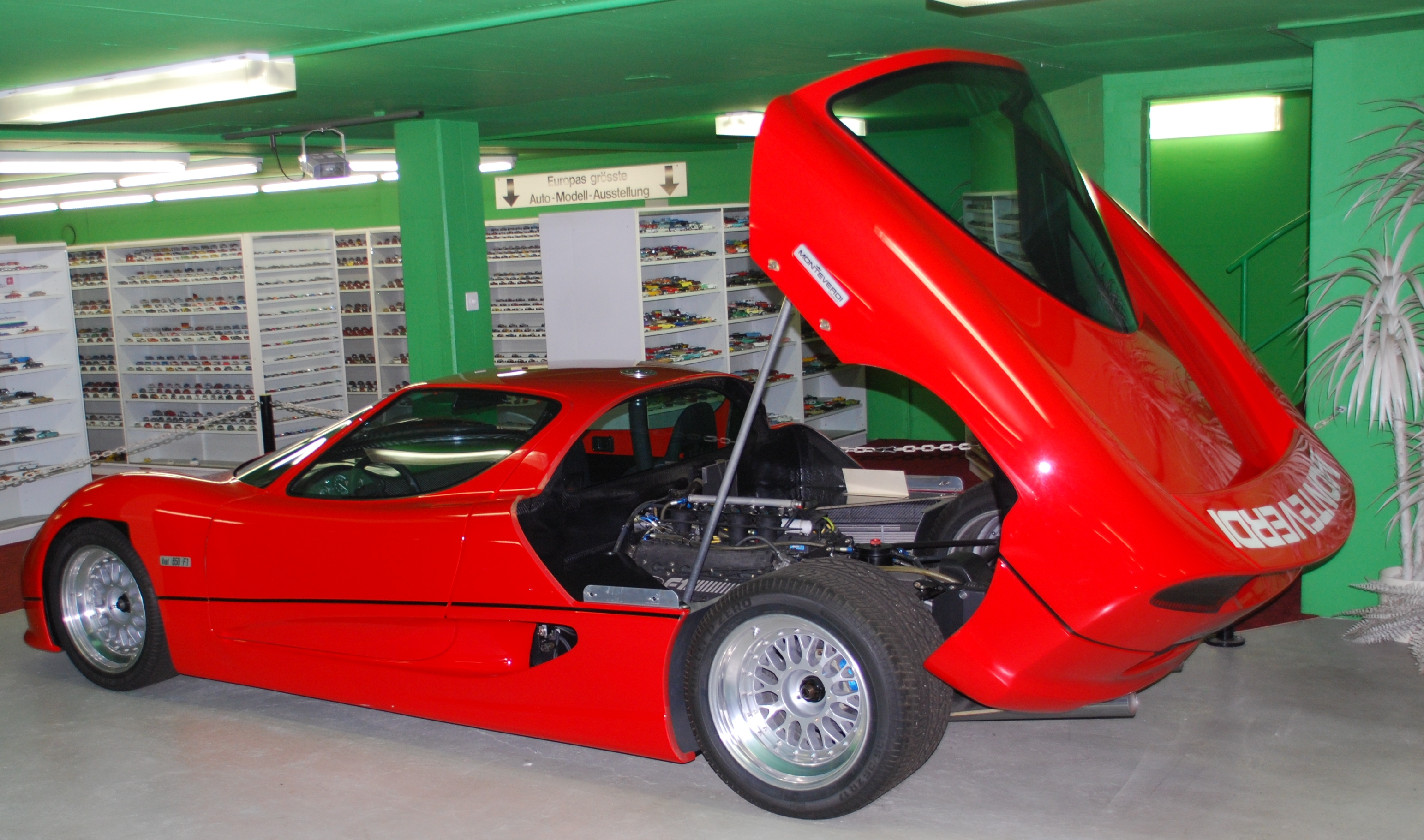
Hai 650 F1
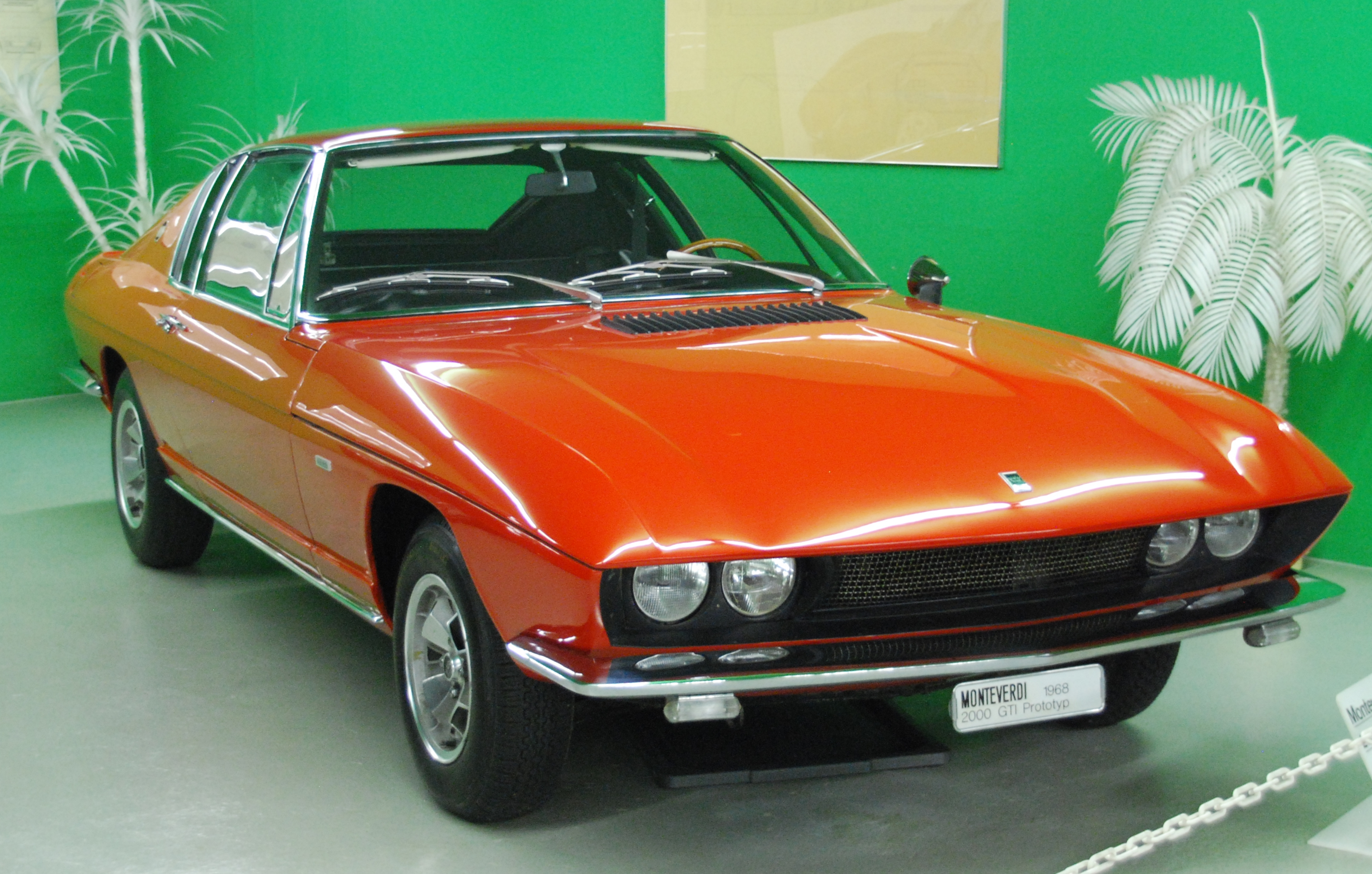
2000 GTI
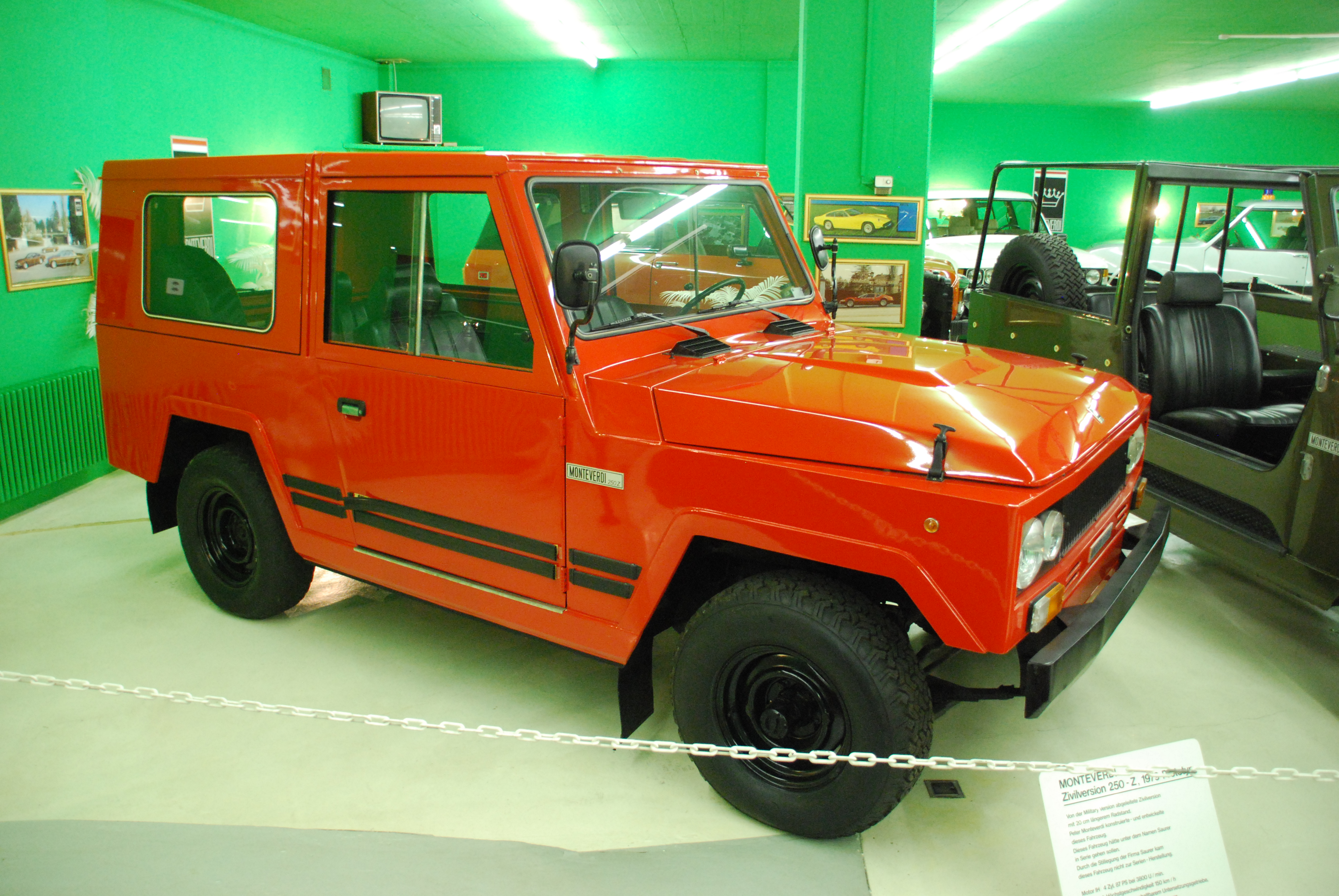
250 Z
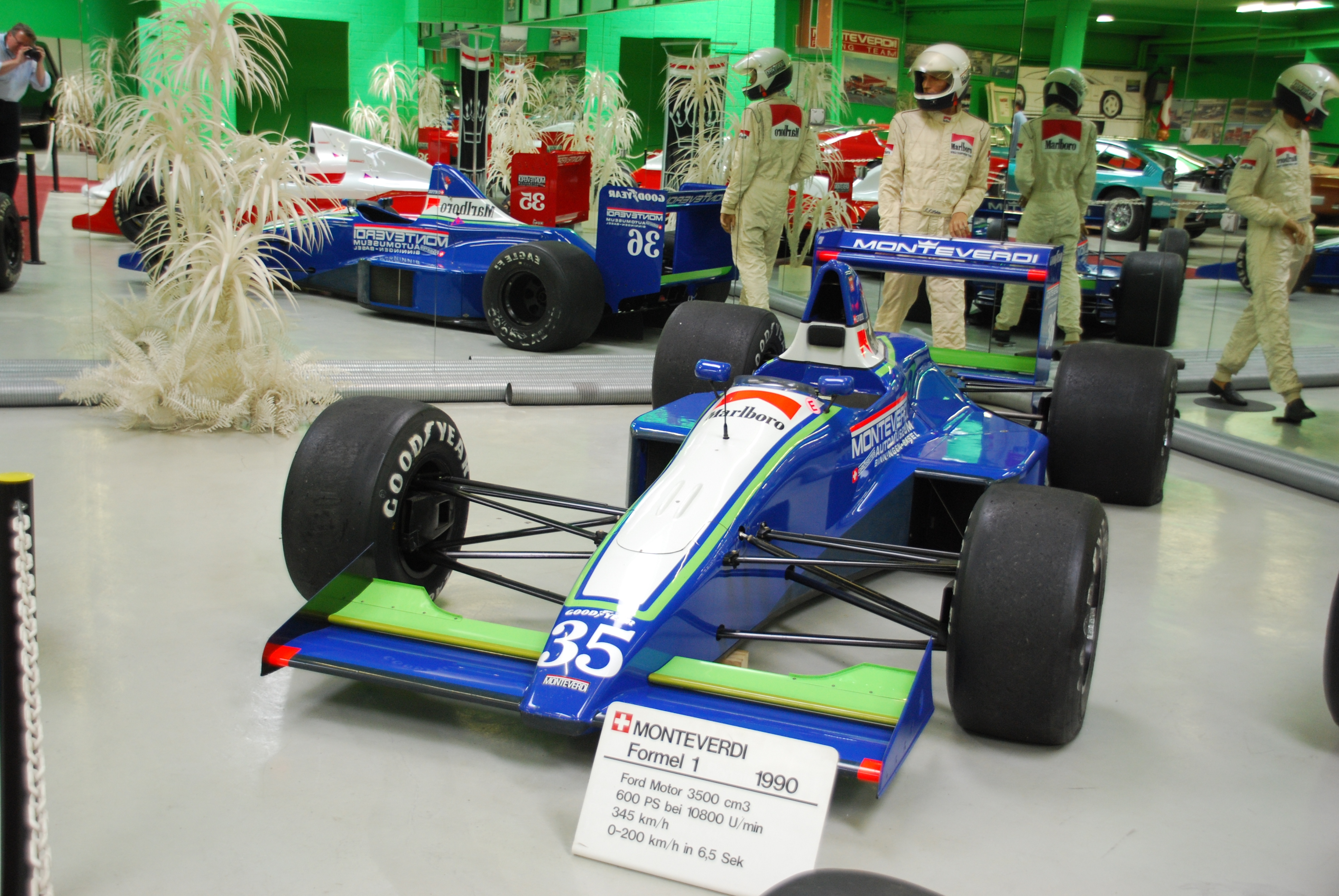
Onyx

## Tijdlijn
| Monteverdi-modellen van 1955 tot 2000 | Monteverdi-modellen van 1955 tot 2000 | Monteverdi-modellen van 1955 tot 2000 | Monteverdi-modellen van 1955 tot 2000 | Monteverdi-modellen van 1955 tot 2000 | Monteverdi-modellen van 1955 tot 2000 | Monteverdi-modellen van 1955 tot 2000 | Monteverdi-modellen van 1955 tot 2000 | Monteverdi-modellen van 1955 tot 2000 | Monteverdi-modellen van 1955 tot 2000 | Monteverdi-modellen van 1955 tot 2000 | Monteverdi-modellen van 1955 tot 2000 | Monteverdi-modellen van 1955 tot 2000 | Monteverdi-modellen van 1955 tot 2000 | Monteverdi-modellen van 1955 tot 2000 | Monteverdi-modellen van 1955 tot 2000 | Monteverdi-modellen van 1955 tot 2000 | Monteverdi-modellen van 1955 tot 2000 | Monteverdi-modellen van 1955 tot 2000 | Monteverdi-modellen van 1955 tot 2000 | Monteverdi-modellen van 1955 tot 2000 | Monteverdi-modellen van 1955 tot 2000 | Monteverdi-modellen van 1955 tot 2000 | Monteverdi-modellen van 1955 tot 2000 | Monteverdi-modellen van 1955 tot 2000 | Monteverdi-modellen van 1955 tot 2000 | Monteverdi-modellen van 1955 tot 2000 | Monteverdi-modellen van 1955 tot 2000 | Monteverdi-modellen van 1955 tot 2000 | Monteverdi-modellen van 1955 tot 2000 | Monteverdi-modellen van 1955 tot 2000 | Monteverdi-modellen van 1955 tot 2000 | Monteverdi-modellen van 1955 tot 2000 | Monteverdi-modellen van 1955 tot 2000 | Monteverdi-modellen van 1955 tot 2000 | Monteverdi-modellen van 1955 tot 2000 | Monteverdi-modellen van 1955 tot 2000 | Monteverdi-modellen van 1955 tot 2000 | Monteverdi-modellen van 1955 tot 2000 | Monteverdi-modellen van 1955 tot 2000 | Monteverdi-modellen van 1955 tot 2000 | Monteverdi-modellen van 1955 tot 2000 | Monteverdi-modellen van 1955 tot 2000 | Monteverdi-modellen van 1955 tot 2000 | Monteverdi-modellen van 1955 tot 2000 | Monteverdi-modellen van 1955 tot 2000 | Monteverdi-modellen van 1955 tot 2000 |
| ------------------------------------- | ------------------------------------- | ------------------------------------- | ------------------------------------- | ------------------------------------- | ------------------------------------- | ------------------------------------- | ------------------------------------- | ------------------------------------- | ------------------------------------- | ------------------------------------- | ------------------------------------- | ------------------------------------- | ------------------------------------- | ------------------------------------- | ------------------------------------- | ------------------------------------- | ------------------------------------- | ------------------------------------- | ------------------------------------- | ------------------------------------- | ------------------------------------- | ------------------------------------- | ------------------------------------- | ------------------------------------- | ------------------------------------- | ------------------------------------- | ------------------------------------- | ------------------------------------- | ------------------------------------- | ------------------------------------- | ------------------------------------- | ------------------------------------- | ------------------------------------- | ------------------------------------- | ------------------------------------- | ------------------------------------- | ------------------------------------- | ------------------------------------- | ------------------------------------- | ------------------------------------- | ------------------------------------- | ------------------------------------- | ------------------------------------- | ------------------------------------- | ------------------------------------- | ------------------------------------- |
| Type                                  | Type                                  | 1950                                  | 1950                                  | 1950                                  | 1950                                  | 1950                                  | 1960                                  | 1960                                  | 1960                                  | 1960                                  | 1960                                  | 1960                                  | 1960                                  | 1960                                  | 1960                                  | 1960                                  | 1970                                  | 1970                                  | 1970                                  | 1970                                  | 1970                                  | 1970                                  | 1970                                  | 1970                                  | 1970                                  | 1970                                  | 1980                                  | 1980                                  | 1980                                  | 1980                                  | 1980                                  | 1980                                  | 1980                                  | 1980                                  | 1980                                  | 1980                                  | 1990                                  | 1990                                  | 1990                                  | 1990                                  | 1990                                  | 1990                                  | 1990                                  | 1990                                  | 1990                                  | 1990                                  |
| Type                                  | Type                                  | 5                                     | 6                                     | 7                                     | 8                                     | 9                                     | 0                                     | 1                                     | 2                                     | 3                                     | 4                                     | 5                                     | 6                                     | 7                                     | 8                                     | 9                                     | 0                                     | 1                                     | 2                                     | 3                                     | 4                                     | 5                                     | 6                                     | 7                                     | 8                                     | 9                                     | 0                                     | 1                                     | 2                                     | 3                                     | 4                                     | 5                                     | 6                                     | 7                                     | 8                                     | 9                                     | 0                                     | 1                                     | 2                                     | 3                                     | 4                                     | 5                                     | 6                                     | 7                                     | 8                                     | 9                                     |
| Topklasse                             | Topklasse                             |                                       |                                       |                                       |                                       |                                       |                                       |                                       |                                       |                                       |                                       |                                       |                                       |                                       |                                       |                                       |                                       | High Speed 375/4                      | High Speed 375/4                      | High Speed 375/4                      | High Speed 375/4                      | High Speed 375/4                      | High Speed 375/4                      | Sierra                                | Sierra                                | Sierra                                | Sierra                                | Sierra                                | Tiara                                 | Tiara                                 |                                       |                                       |                                       |                                       |                                       |                                       |                                       |                                       |                                       |                                       |                                       |                                       |                                       |                                       |                                       |                                       |
| GT                                    | tweezitter                            |                                       |                                       |                                       |                                       |                                       |                                       | MBM Tourismo                          | MBM Tourismo                          |                                       |                                       |                                       |                                       |                                       | 2000 GTI                              |                                       |                                       |                                       |                                       |                                       |                                       |                                       |                                       |                                       |                                       |                                       |                                       |                                       |                                       |                                       |                                       |                                       |                                       |                                       |                                       |                                       |                                       |                                       |                                       |                                       |                                       |                                       |                                       |                                       |                                       |                                       |
| GT                                    | tweezitter                            |                                       |                                       |                                       |                                       |                                       |                                       |                                       |                                       |                                       |                                       |                                       |                                       | High Speed 375 S                      | High Speed 375 S                      | High Speed 375 S                      | High Speed 375 S                      | High Speed 375 S                      | Berlinetta                            | Berlinetta                            | Berlinetta                            | Berlinetta                            | Berlinetta                            |                                       |                                       |                                       |                                       |                                       |                                       |                                       |                                       |                                       |                                       |                                       |                                       |                                       |                                       |                                       |                                       |                                       |                                       |                                       |                                       |                                       |                                       |                                       |
| GT                                    | 2+2                                   |                                       |                                       |                                       |                                       |                                       |                                       |                                       |                                       |                                       |                                       |                                       |                                       |                                       | High Speed 375 L                      | High Speed 375 L                      | High Speed 375 L                      | High Speed 375 L                      | High Speed 375 L                      | High Speed 375 L                      | High Speed 375 L                      | High Speed 375 L                      | High Speed 375 L                      |                                       |                                       |                                       |                                       |                                       |                                       |                                       |                                       |                                       |                                       |                                       |                                       |                                       |                                       |                                       |                                       |                                       |                                       |                                       |                                       |                                       |                                       |                                       |
| Cabriolet                             | Cabriolet                             |                                       |                                       |                                       |                                       |                                       |                                       |                                       |                                       |                                       |                                       |                                       |                                       |                                       |                                       |                                       |                                       | High Speed 375 C                      |                                       |                                       |                                       | Palm Beach                            |                                       |                                       | Sierra                                |                                       |                                       |                                       |                                       |                                       |                                       |                                       |                                       |                                       |                                       |                                       |                                       |                                       |                                       |                                       |                                       |                                       |                                       |                                       |                                       |                                       |
| Supercar                              | Supercar                              |                                       |                                       |                                       |                                       |                                       |                                       |                                       |                                       |                                       |                                       |                                       |                                       |                                       |                                       |                                       | Hai 450                               | Hai 450                               | Hai 450                               | Hai 450                               |                                       |                                       |                                       |                                       |                                       |                                       |                                       |                                       |                                       |                                       |                                       |                                       |                                       |                                       |                                       |                                       |                                       |                                       | Hai 650 F1                            | Hai 650 F1                            | Hai 650 F1                            | Hai 650 F1                            |                                       |                                       |                                       |                                       |
| SUV                                   | SUV                                   |                                       |                                       |                                       |                                       |                                       |                                       |                                       |                                       |                                       |                                       |                                       |                                       |                                       |                                       |                                       |                                       |                                       |                                       |                                       |                                       |                                       | Safari                                | Safari                                | Safari                                | Safari                                | Safari                                | Safari                                | Safari                                |                                       |                                       |                                       |                                       |                                       |                                       |                                       |                                       |                                       |                                       |                                       |                                       |                                       |                                       |                                       |                                       |                                       |
| SUV                                   | SUV                                   |                                       |                                       |                                       |                                       |                                       |                                       |                                       |                                       |                                       |                                       |                                       |                                       |                                       |                                       |                                       |                                       |                                       |                                       |                                       |                                       |                                       | Sahara                                |                                       |                                       |                                       |                                       |                                       |                                       |                                       |                                       |                                       |                                       |                                       |                                       |                                       |                                       |                                       |                                       |                                       |                                       |                                       |                                       |                                       |                                       |                                       |
| Terreinwagen                          | Terreinwagen                          |                                       |                                       |                                       |                                       |                                       |                                       |                                       |                                       |                                       |                                       |                                       |                                       |                                       |                                       |                                       |                                       |                                       |                                       |                                       |                                       |                                       |                                       |                                       |                                       | 250 Z                                 |                                       |                                       |                                       |                                       |                                       |                                       |                                       |                                       |                                       |                                       |                                       |                                       |                                       |                                       |                                       |                                       |                                       |                                       |                                       |                                       |
| Eigenaar                              | Eigenaar                              |                                       | MBM                                   | MBM                                   | MBM                                   | MBM                                   | MBM                                   | MBM                                   | MBM                                   | MBM                                   | MBM                                   | MBM                                   | MBM                                   | Automobile Monteverdi                 | Automobile Monteverdi                 | Automobile Monteverdi                 | Automobile Monteverdi                 | Automobile Monteverdi                 | Automobile Monteverdi                 | Automobile Monteverdi                 | Automobile Monteverdi                 | Automobile Monteverdi                 | Automobile Monteverdi                 | Automobile Monteverdi                 | Automobile Monteverdi                 | Automobile Monteverdi                 | Automobile Monteverdi                 | Automobile Monteverdi                 | Automobile Monteverdi                 | Automobile Monteverdi                 | Automobile Monteverdi                 | Automobile Monteverdi                 | Automobile Monteverdi                 | Automobile Monteverdi                 | Automobile Monteverdi                 | Automobile Monteverdi                 | Automobile Monteverdi                 | Automobile Monteverdi                 | Automobile Monteverdi                 | Automobile Monteverdi                 | Automobile Monteverdi                 | Automobile Monteverdi                 | Automobile Monteverdi                 | Automobile Monteverdi                 | Automobile Monteverdi                 | Automobile Monteverdi                 |
| Legende                               | Legende                               | Prototype                             | Prototype                             | Prototype                             | Prototype                             | Prototype                             | Prototype                             | Prototype                             | Prototype                             | Prototype                             | Prototype                             | Prototype                             | Prototype                             | Prototype                             | Prototype                             | Prototype                             | Prototype                             | Prototype                             | Prototype                             | Prototype                             | Prototype                             | Prototype                             | Prototype                             | Prototype                             | Prototype                             | Prototype                             | Prototype                             | Prototype                             | Prototype                             | Prototype                             | Prototype                             | Prototype                             | Prototype                             | Prototype                             | Prototype                             | Prototype                             | Prototype                             | Prototype                             | Prototype                             | Prototype                             | Prototype                             | Prototype                             | Prototype                             | Prototype                             | Prototype                             | Prototype                             |